# Tom Gammill
Tom Gammill est un scénariste et producteur américain né le 19 mai 1957 à Darien dans le Connecticut. Il est principalement connu pour son travail avec Max Pross sur Les Simpson, Seinfeld, Profession : critique ou Monk.

## Filmographie

### Scénariste

#### Les Simpson
| Année | Titre                                | Titre original                                   | Saison | Épisode | Réalisateur      |
| ----- | ------------------------------------ | ------------------------------------------------ | ------ | ------- | ---------------- |
| 2013  | Adulte une fois                      | Hardly Kirk-ing                                  | 24     | 13      | Matthew Nastuk   |
| 2016  | Souvenirs d'enfance                  | Monty Burns' Fleeing Circus                      | 28     | 1       | Matthew Nastuk   |
| 2017  | Bébé siffleur                        | Whistler's Father                                | 29     | 3       | Matthew Faughnan |
| 2017  | La Maire est bleue                   | The Old Blue Mayor She Ain't What She Used to Be | 29     | 6       | Matthew Nastuk   |
| 2018  | Sans titre                           | 3 Scenes Plus a Tag from a Marriage              | 29     | 13      | Matthew Nastuk   |
| 2020  | L'Incroyable Légèreté d'être un bébé | The Incredible Lightness of Being a Baby         | 31     | 18      | Bob Anderson     |

#### Autre
- 1979-1980 : Saturday Night Live (20 épisodes)
- 1981 : Steve Martin's Best Show Ever
- 1981 : Red Pepper
- 1982-1984 : Late Night with David Letterman (48 épisodes)
- 1984 : The New Show (5 épisodes)
- 1986 : Looney Tunes 50th Anniversary
- 1986 : David Letterman's 2nd Annual Holiday Film Festival
- 1987-1989 : It's Garry Shandling's Show. (17 épisodes)
- 1989 : Les Années coup de cœur (1 épisode)
- 1989 : The Rocket Boy
- 1990 : The Dave Thomas Comedy Show (1 épisode)
- 1991 : Morton and Hayes (2 épisodes)
- 1992 : Great Scott! (3 épisodes)
- 1993-1996 : Seinfeld (13 épisodes)
- 1994 : Profession : critique (1 épisode)
- 2004 : 56e cérémonie des Primetime Emmy Awards
- 2005 : Les Sauvages (1 épisode)
- 2007 : Full of It
- 2007-2009 : Monk (3 épisode)
- 2009 : True Jackson (1 épisode)
- 2010 : Presidential Reunion
- 2012 : Napoleon Dynamite (1 épisode)
- 2013 : Dads (2 épisodes)

### Producteur
- 1986 : Looney Tunes 50th Anniversary
- 1988-1989 : It's Garry Shandling's Show. (22 épisodes)
- 1991 : Morton and Hayes (6 épisodes)
- 1992 : Great Scott! (5 épisodes)
- 1993-1997 : Seinfeld (88 épisodes)
- 1994 : Profession : critique (11 épisodes)
- 1998-2015 : Les Simpson (366 épisodes)
- 1999 : Futurama (11 épisodes)
- 2002-2004 : Greg the Bunny (13 épisodes)
- 2003 : The Pitts (7 épisodes)
- 2004 : Come to Papa (4 épisodes)
- 2004-2005 : Les Sauvages (15 épisodes)
- 2012 : Napoleon Dynamite (1 épisode)
- 2013-2014 : Dads (18 épisodes)
- 2014 : The Simpsons Take the Bowl

### Acteur
- 1979-1980 : Saturday Night Live : plusieurs personnages (12 épisodes)
- 1993-1996 : Seinfeld : plusieurs personnages (4 épisodes)
- 2010 : True Jackson (2 épisodes)
- 2012-2015 : Adventure Time : Glob et le fermier (3 épisodes)
- 2014 : Dads : Guy (1 épisode)
- 2015 : Moose : Ned Buckholtz
- 2015 : Comedy Bang! Bang! : un producteur (1 épisode)